# 龍安寺

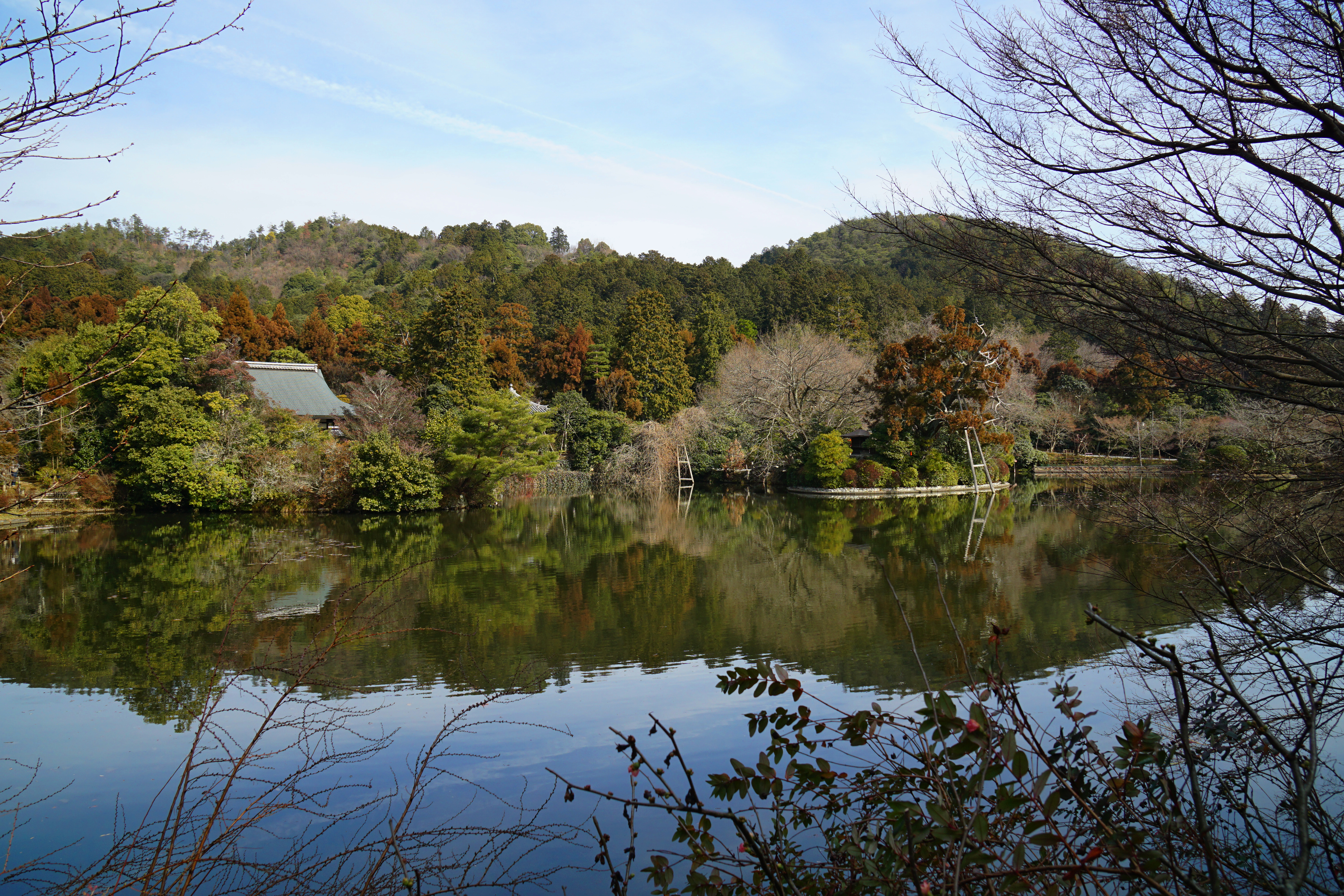
鏡容池

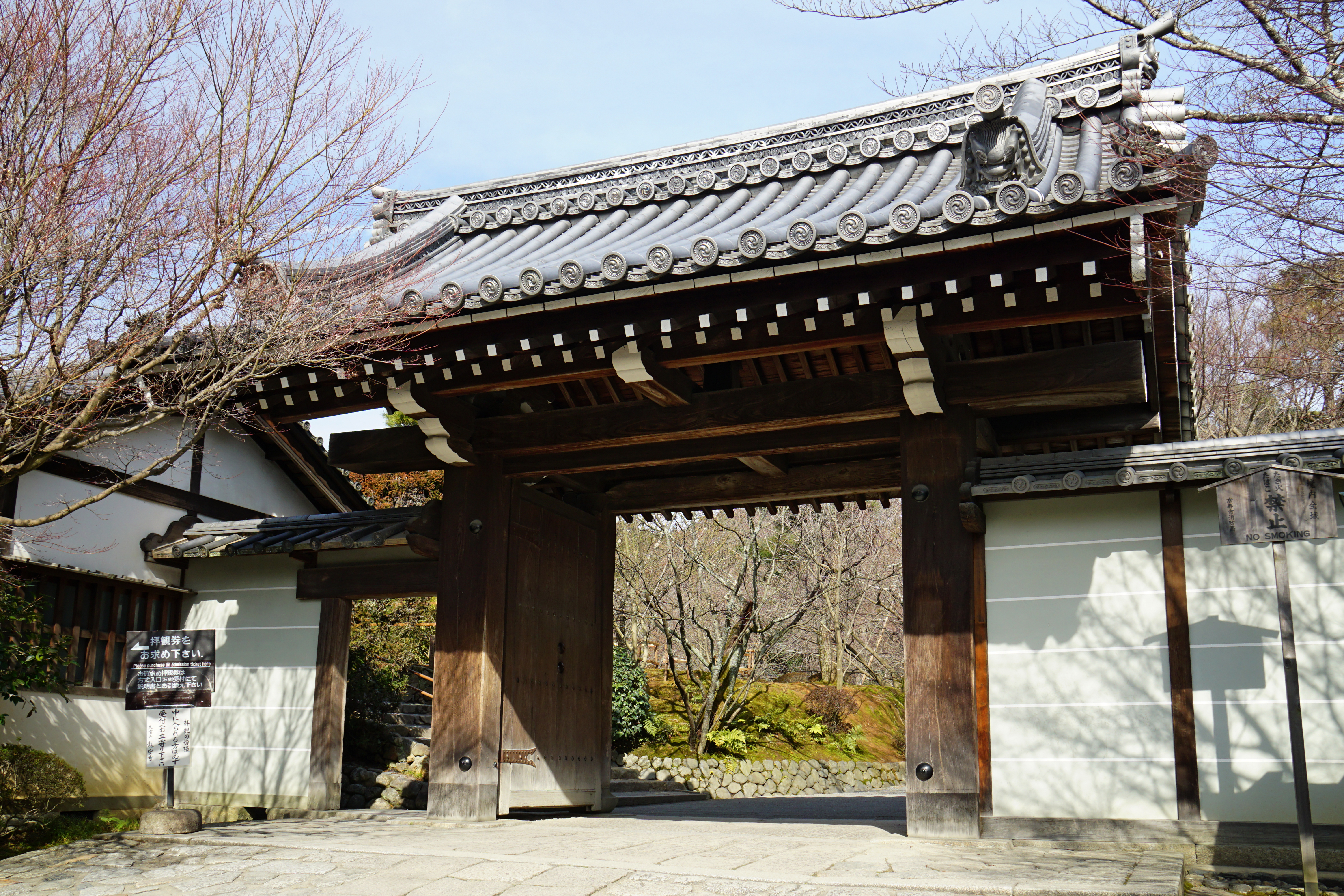
山門

龍安寺（日语：龍安寺）是位於日本京都府京都市右京區的臨濟宗妙心寺派的寺院。以石庭而聞名。山號為大雲山。龍安寺創建于寶德2年（1450年）。本尊為釋迦如來、創立者為細川勝元、開山（初代住持）為義天玄承。以古都京都的文化財一部份而列入了世界遺產。
1975年英女王伊麗莎白二世訪問日本時，曾表示希望能參觀龍安寺內的庭園，參觀后英女王對庭園贊不絕口，也讓龍安寺庭園在世界範圍內名聲大噪。有專家研究，園中有隱含的結構，是用來吸引觀眾的無意識視覺敏感度。
龍安寺的石庭是日本最有名的枯山水園林精品。

## 連接交通
乘搭京都市營公車、京都公車、JR公車可在「龍安寺前」下車。從京福電鐵龍安寺站下車徒步只需7分就可到達。

## 參看
- 日本寺院列表
- 真田信繁
- 足利義材
- 侘寂

## 外部連結
- 龍安寺官方網址 （页面存档备份，存于）（日語）